# Eleição municipal de Macapá em 2020
A eleição municipal da cidade de Macapá em 2020, assim como as demais eleições municipais no país, ocorreu no dia 6 de dezembro (primeiro turno) e 20 de dezembro (segundo turno, se necessário), elegendo o prefeito, vice-prefeito e 23 vereadores para a administração da cidade, com início do mandato em 1° de janeiro de 2021 e término em 31 de dezembro de 2024. O prefeito titular à época da eleição era Clécio Luís, sem partido, que por estar exercendo seu segundo mandato de forma consecutiva, não podia concorrer à reeleição.
Inicialmente programadas para os dias 4 e 25 de outubro, as eleições municipais em todo o país foram transferidas para 15 de novembro (primeiro turno) e 29 de novembro (segundo turno) devido à pandemia de COVID-19. Porém, uma crise elétrica no estado do Amapá, que começou na primeira semana de novembro, obrigou a um novo adiamento das eleições para 6 e 20 de dezembro, respectivamente, por falta de condições de segurança, materiais e técnicas.

## Contexto político e pandemia
As eleições municipais de 2020 foram marcadas antes mesmo de iniciada a campanha oficial, devido à pandemia de COVID-19 no Brasil, fazendo com que os partidos remodelassem suas estratégias de pré-campanha. O Tribunal Superior Eleitoral (TSE) autorizou os partidos a realizarem as convenções para escolha de candidatos aos escrutínios por meio de plataformas digitais, para evitar aglomerações. Alguns partidos recorreram a mídias digitais para lançar suas pré-candidaturas. Além disso, a partir deste pleito, foi colocada em prática a Emenda Constitucional 97/2017, que proíbe a celebração de coligações partidárias para as eleições legislativas. Segundo matéria publicada pelo jornal Brasil de Fato em 11 de fevereiro de 2020, isso poderia causar um "inchaço" no número de candidatos ao legislativo, e o país poderia ultrapassar a marca de um milhão de candidatos a prefeito, vice-prefeito e vereador.
Devido à pandemia de COVID-19, as datas das eleições municipais em todo o país foram transferidas para 15 de novembro (primeiro turno) e 29 de novembro (segundo turno, se necessário), com a promulgação da Emenda Constitucional nº 107/2020.

## Crise no sistema elétrico
Depois do adiamento das eleições devido à pandemia de COVID-19, uma crise elétrica no estado do Amapá, iniciada na primeira semana de novembro, fez com que as eleições fossem novamente suspensas pelo presidente do Tribunal Superior Eleitoral, Luís Roberto Barroso, até que se restabelecessem as condições materiais e técnicas para a realização do pleito, com segurança da população. Em 18 de novembro, o Tribunal Regional Eleitoral do Amapá decidiu que o primeiro turno seria em 6 de dezembro e se necessário um segundo turno, este seria em 20 de dezembro.
Polêmica
O presidente do Senado Davi Alcolumbre, cujo irmão José Samuel Alcolumbre (Josiel) foi ao segundo turno como candidato à prefeitura de Macapá, concedeu uma entrevista à rádio Diário do Amapá quase um mês antes do primeiro turno, enquanto o estado vivia a crise no setor elétrico. Declarou que os adversários estariam afirmando que ele foi falar com o presidente do TSE para adiar as eleições em Macapá por causa das pesquisas. Segundo ele, o maior atingido pelo apagão seria seu irmão Josiel, que estaria caminhando para ganhar no primeiro turno.

## Convenções partidárias
A escolha dos candidatos à Prefeitura de Macapá é oficializada durante as convenções partidárias, que ocorrem excepcionalmente neste pleito entre 31 de agosto a 16 de setembro, período definido pela Emenda Constitucional nº 107 de 2020. Válido para todos os partidos políticos, o prazo garante a isonomia entre as legendas e é o momento em que os partidos escolhem quais filiados podem pedir o registro de candidatura e se disputarão a eleição coligados com outras legendas.
Nota: a tabela a seguir está organizada por ordem cronológica de realização das convenções.
| Data           | Partido                                               | Definição da convenção |
| -------------- | ----------------------------------------------------- | --- |
| 31 de agosto   | Cidadania                                             | Lançar Doutor Furlan como a prefeito e Monica Penha (MDB) como vice e apresentar os candidatos a vereador. |
| 31 de agosto   | Movimento Democrático Brasileiro (MDB)                | Declarar apoio a Doutor Furlan (Cidadania), lançar o nome de Monica Penha como vice na chapa e apresentar os candidatos a vereador. |
| 1 de setembro  | Progressistas                                         | Declarar apoio a Josiel Alcolumbre (DEM) e apresentar os candidatos a vereador. |
| 4 de setembro  | Democratas (DEM)                                      | Lançar Josiel Alcolumbre (DEM) como candidato a prefeito e Silvana Vedovelli (Avante) como vice e apresentar os candidatos a vereador. |
| 4 de setembro  | Partido Republicano da Ordem Social (PROS)            | Declarar apoio a Josiel Alcolumbre (DEM) e apresentar os candidatos a vereador. |
| 4 de setembro  | Partido Social Democrático (PSD)                      | Declarar apoio a Josiel Alcolumbre (DEM) e lançar os candidatos a vereador. |
| 9 de setembro  | Solidariedade                                         | Declarar apoio a Josiel Alcolumbre (DEM) e apresentar os candidatos a vereador. |
| 10 de setembro | Partido Verde (PV)                                    | Declarar apoio a Josiel Alcolumbre (DEM) e apresentar os candidatos a vereador. |
| 11 de setembro | Republicanos                                          | Declarar apoio a Josiel Alcolumbre (DEM) e apresentar os candidatos a vereador. |
| 11 de setembro | Partido Liberal (PL)                                  | Declarar apoio a Josiel Alcolumbre (DEM) e apresentar os candidatos a vereador. |
| 12 de setembro | Avante                                                | Declarar apoio a Josiel Alcolumbre (DEM), lançar Silvana Vedovelli como candidata a vice na chapa e apresentar os candidatos a vereador. |
| 12 de setembro | Partido Socialista dos Trabalhadores Unificado (PSTU) | Lançar Gianfranco Gusmão como candidato a prefeito e Jairo Palheta como vice-prefeito.A sigla apresentou apenas dois candidatos a vereador. |
| 12 de setembro | Partido Comunista do Brasil (PCdoB)                   | Declarar apoio a Paulo Lemos (PSOL), lançar Lorena Quintas como candidata a vice e apresentar os candidatos a vereador. |
| 12 de setembro | Partido da Mobilização Nacional (PMN)                 | Declarar apoio a Doutor Furlan (Cidadania) e apresentar os candidatos a vereador. |
| 12 de setembro | Partido Trabalhista Cristão (PTC)                     | Lançar Haroldo Iram como candidato a prefeito e Moisés Amaral como vice-prefeito. A sigla não lançou candidatos a vereador. |
| 13 de setembro | Partido dos Trabalhadores (PT)                        | Lançar Prof. Marcos Roberto como candidato a prefeito e Geovane Granjeira como candidato a vice-prefeito e apresentar os candidatos a vereador. |
| 13 de setembro | Partido Socialista Brasileiro (PSB)                   | Lançar a candidatura de João Capiberibe para prefeito e de Rubem Bemerguy (REDE) como vice-prefeito e apresentar os candidatos a vereador. |
| 13 de setembro | Rede Sustentabilidade                                 | Inicialmente o partido lançou Rubem Bemerguy como pré-candidato a prefeito. Contudo, decidiu-se na convenção que o partido declararia apoio a João Capiberibe (PSB), com Bemerguy sendo escolhido como o candidato a vice-prefeito. Além disso, a sigla apresentou os candidatos a vereador. |
| 14 de setembro | Partido Social Liberal (PSL)                          | Lançar a candidatura de Guaracy Jr para prefeito e de Didio Silva (Patriota) como vice-prefeito e apresentar os candidatos a vereador. |
| 14 de setembro | Partido Renovador Trabalhista Brasileiro (PRTB)       | Lançar a candidatura de Cirilo Fernandes a prefeito e de Lindeberg o Ceará como vice e apresentar seus candidatos a vereador. |
| 15 de setembro | Partido Socialismo e Liberdade (PSOL)                 | Lançar a candidatura de Paulo Lemos para prefeito e de Lorena Quintas (PCdoB) como vice-prefeita e apresentar os candidatos a vereador |
| 15 de setembro | Patriota                                              | Declarar apoio a Guaracy Jr (PSL), lançar Didio Silva como candidato a vice-prefeito e apresentar os candidatos a vereador. |
| 15 de setembro | Podemos                                               | Lançar a candidatura de Patrícia Ferraz para prefeita e de Juracy Picanço como vice-prefeito e apresentar os candidatos a vereador. |
| 15 de setembro | Partido Democrático Trabalhista (PDT)                 | Declarar apoio a Josiel Alcolumbre (DEM) e apresentar os candidatos a vereador. |

## Candidatos
| Candidato(a) a prefeito(a)                                                            | Candidato(a) a prefeito(a)                                                            | Candidato(a) a prefeito(a)                                                            | Candidato(a) a vice-prefeito(a)                                                       | Nº                                                                                    | Coligação/Partido                                                                                        | Tempo de horário eleitoral |
| ------------------------------------------------------------------------------------- | ------------------------------------------------------------------------------------- | ------------------------------------------------------------------------------------- | ------------------------------------------------------------------------------------- | ------------------------------------------------------------------------------------- | --- | -------------------------- |
|                                                                                       |                                                                                       | Patrícia Ferraz PODE                                                                  | Tenente Juracy Picanço PODE                                                           | 19                                                                                    | Podemos PODE                                                                                             | 30 segundos                |
|                                                                                       |                                                                                       | Dr. Furlan Cidadania                                                                  | Monica Penha MDB                                                                      | 23                                                                                    | De Coração por Macapá Cidadania, PMN, MDB                                                                | 1 min e 2 seg              |
|                                                                                       |                                                                                       | Pastor Guaracy PSL                                                                    | Didio Silva Patriota                                                                  | 17                                                                                    | Deus, Pátria e Família PSL, Patriota                                                                     | 1 min e 27 seg             |
|                                                                                       |                                                                                       | Prof. Marcos Roberto PT                                                               | Geovane Granjeiro PT                                                                  | 13                                                                                    | Partidos dos Trabalhadores PT                                                                            | 1 min e 18 seg             |
|                                                                                       |                                                                                       | Paulo Lemos PSOL                                                                      | Lorena Quintas PCdoB                                                                  | 50                                                                                    | Macapá para Todos PSOL, PCdoB                                                                            | 34 segundos                |
|                                                                                       |                                                                                       | João Capiberibe PSB                                                                   | Rubem Bemerguy REDE                                                                   | 40                                                                                    | Frente Macapá Solidária PSB, REDE                                                                        | 49 segundos                |
|                                                                                       |                                                                                       | Josiel Alcolumbre DEM                                                                 | Silvana Vedovelli Avante                                                              | 25                                                                                    | Macapá em Primeiro Lugar DEM, Avante, PDT, PSC, PL, PV, PSDB, PSD, Solidariedade, PROS, Republicanos, PP | 4 min e 18 seg             |
|                                                                                       |                                                                                       | Cirilo Fernandes PRTB                                                                 | Lindbergh O Ceará PRTB                                                                | 28                                                                                    | Partido Renovador Trabalhista Brasileiro PRTB                                                            | Não possui                 |
|                                                                                       |                                                                                       | Haroldo Iram PTC                                                                      | Moisés Amaral PTC                                                                     | 36                                                                                    | Partido Trabalhista Cristão PTC                                                                          | Não possui                 |
|                                                                                       |                                                                                       | Gianfranco Gusmão PSTU                                                                | Jairo Palheta PSTU                                                                    | 16                                                                                    | Partido Socialista dos Trabalhadores Unificado PSTU                                                      | Não possui                 |
| Apresentação de acordo com a ordem da propaganda eleitoral e representação partidária | Apresentação de acordo com a ordem da propaganda eleitoral e representação partidária | Apresentação de acordo com a ordem da propaganda eleitoral e representação partidária | Apresentação de acordo com a ordem da propaganda eleitoral e representação partidária | Apresentação de acordo com a ordem da propaganda eleitoral e representação partidária | Apresentação de acordo com a ordem da propaganda eleitoral e representação partidária                    | Sobras: 0:03               |

### Apoios para o segundo turno
Nenhum candidato do primeiro turno declarou apoio a Josiel Alcolumbre (DEM). Já Doutor Furlan (Cidadania) recebeu apoio de João Capiberibe (PSB), a quem Furlan ultrapassou na votação. Também declararam apoio ao candidato do Cidadania Patrícia Ferraz (PODE) e Cirilo Fernandes (PRTB). Este último declarou apoio a Furlan apesar do diretório do PRTB ter declarado apoio a Josiel. O candidato derrotado Paulo Lemos (PSOL), de início declarou neutralidade, as reverteu a decisão, apoiando Furlan.
Já Josiel recebeu apoio do irmão, o senador Davi Alcolumbre (DEM), do governador do Amapá, Waldez Góes (PDT), do senador Lucas Barreto(PSD) e do atual prefeito Clécio Luís(sem partido).

## Pesquisas

### Primeiro turno
| Fonte | Data(s) conduzidas | Amostragem | Capi PSB | Josiel Democratas | Dr Furlan Cidadania | Patrícia Ferraz Podemos | Cirilo PRTB | Gianfranco PSTU | Guaracy PSL | Haroldo Iram PTC | Paulo Lemos PSOL | Prof. Marcos PT | Abst. Indec. | Vantagem |    |    |    |     |     |
| ----- | ------------------ | ---------- | -------- | ----------------- | ------------------- | ----------------------- | ----------- | --------------- | ----------- | ---------------- | ---------------- | --------------- | ------------ | -------- | -- | -- | -- | --- | --- |
| Fonte | Data(s) conduzidas | Amostragem | IBOPE    | 1-3 Dez           | 602                 | 13%                     | 28%         | 14%             | 13%         | 10%              | 2%               | 9%              | Abst. Indec. | Vantagem | 2% | 7% | 3% | 11% | 14% |
| IBOPE | 8-10 Nov           | 504        | 13%      | 26%               | 17%                 | 18%                     | 7%          | 1%              | 8%          | 2%               | 5%               | 2%              | 12%          | 8%       |    |    |    |     |     |
| IBOPE | 27-29 Out          | 504        | 17%      | 35%               | 13%                 | 13%                     | 8%          | 1%              | 7%          | 4%               | 1%               | 1%              | 16%          | 18%      |    |    |    |     |     |
| IBOPE | 14-16 Out          | 504        | 17%      | 16%               | 13%                 | 13%                     | 8%          | 3%              | 3%          | 2%               | 2%               | 2%              | 21%          | 1%       |    |    |    |     |     |

## Resultados
Dez candidatos concorreram a prefeitura de Macapá. No primeiro turno, Josiel Alcolumbre (DEM) obteve 29,47% dos votos válidos e Antônio Furlan ("Dr. Furlan") (Cidadania) teve 16,03%, ultrapassando o ex-prefeito João Capiberibe (PSB) com 14,94%. No segundo turno, Dr. Furlan foi eleito ao executivo municipal através de uma virada em relação ao primeiro turno, com 55,67% dos votos válidos contra 44,33% de Josiel.

### Prefeitura
| Candidato(a)           | Candidato(a)             | Vice                       | 1º turno 15 de novembro de 2020 | 1º turno 15 de novembro de 2020 | 2º turno 29 de novembro de 2020 | 2º turno 29 de novembro de 2020 |         |        |
| Candidato(a)           | Candidato(a)             | Vice                       | Total                           | Porcentagem                     | Total                           | Porcentagem                     |         |        |
| ---------------------- | ------------------------ | -------------------------- | ------------------------------- | ------------------------------- | ------------------------------- | ------------------------------- | ------- | ------ |
|                        | Dr. Furlan (Cidadania)   | Monica Penha (MDB)         | 32.369                          | 16,03%                          | 101.091                         | 55,67%                          |         |        |
|                        | Josiel Alcolumbre (DEM)  | Silvana Vedovelli (Avante) | 59.511                          | 29,47%                          | 80.499                          | 44,33%                          |         |        |
|                        | João Capiberibe (PSB)    | Rubem Bemerguy (REDE)      | 30.160                          | 14,94%                          | Não participaram                | Não participaram                |         |        |
|                        | Cirilo Fernandes (PRTB)  | Lindemberg O Ceará (PRTB)  | 23.588                          | 11,68%                          | Não participaram                | Não participaram                |         |        |
|                        | Patrícia Ferraz (PODE)   | Tenente Juracy (PODE)      | 22.761                          | 11,27%                          | Não participaram                | Não participaram                |         |        |
|                        | Pastor Guaracy (PSL)     | Didio Silva (Patriota)     | 17.182                          | 8,51%                           | Não participaram                | Não participaram                |         |        |
|                        | Paulo Lemos (PSOL)       | Lorena Quintas (PCdoB)     | 7.998                           | 3,96%                           | Não participaram                | Não participaram                |         |        |
|                        | Haroldo Iram (PTC)       | Moisés Amaral (PTC)        | 4.022                           | 1,99%                           | Não participaram                | Não participaram                |         |        |
|                        | Prof.Marcos Roberto (PT) | Geovane Granjeiro (PT)     | 3.175                           | 1,52%                           | Não participaram                | Não participaram                |         |        |
|                        | Gianfranco Gusmão (PSTU) | Jairo Palheta (PSTU)       | 1.243                           | 0,62%                           | Não participaram                | Não participaram                |         |        |
| Total de votos válidos | Total de votos válidos   | Total de votos válidos     | 184.727                         | 85,06%                          | Não participaram                | Não participaram                | 181.590 | 93,99% |
| → Votos em branco      | → Votos em branco        | → Votos em branco          | 5.740                           | 2,64%                           | Não participaram                | Não participaram                | 3.884   | 2,01%  |
| → Votos nulos          | → Votos nulos            | → Votos nulos              | 9.512                           | 4,38%                           | 7.763                           | 4,00%                           |         |        |
| Total de votos         | Total de votos           | Total de votos             | 217.161                         | 100%                            | 193.170                         | 100%                            |         |        |
| Abstenções             | Abstenções               | Abstenções                 | 75.557                          | 25,81%                          | 99.5008                         | 33,99%                          |         |        |
| Total de inscritos     | Total de inscritos       | Total de inscritos         | 512.902                         | 100%                            | 512.902                         | 100%                            |         |        |

| Partido | Partido   | Candidato  | Votos   | Votos (%) |
| ------- | --------- | ---------- | ------- | --------- |
|         | DEM       | Josiel     | 59 511  | 29,47%    |
|         | Cidadania | Dr. Furlan | 32 369  | 16,03%    |
|         | PSB       | Capi       | 30 160  | 14,94%    |
|         | PRTB      | Cirilo     | 23 588  | 11,68%    |
|         | PODE      | Patrícia   | 22 761  | 11,27%    |
|         | PSL       | Guaracy    | 17 182  | 8,51%     |
|         | PSOL      | Lemos      | 7 998   | 3,96%     |
|         | PTC       | Iram       | 4 022   | 1,99%     |
|         | PT        | Marcos     | 3 075   | 1,52%     |
|         | PSTU      | Gianfranco | 1 243   | 0,62%     |
| Totais  | Totais    | Totais     | 201 909 |           |
| Fonte:  |           |            |         |           |

| Partido | Partido   | Candidato  | Votos   | Votos (%) |
| ------- | --------- | ---------- | ------- | --------- |
|         | Cidadania | Dr. Furlan | 101 091 | 55,67%    |
|         | DEM       | Josiel     | 80 499  | 44,33%    |
| Totais  | Totais    | Totais     | 181 590 |           |
| Fonte:  |           |            |         |           |

### Vereadores eleitos
O município de Macapá teve 488 candidatos aptos a concorrer a 23 cadeiras de vereador na Câmara Municipal. Com a reforma política ocorrida em 2017, esta foi a primeira eleição em que não houve coligações proporcionais, ou seja, os candidatos representaram unicamente suas siglas e elas elegeram suas bancadas individualmente.
| Candidato eleito  | Partido       | Votação | Porcentagem | Cidade onde nasceu | Unidade federativa |
| Dudu Tavares      | PDT           | 4.853   | 2,69%       | Macapá             | Amapá              |
| Cláudio Góes      | DEM           | 3.740   | 2,69%       | Macapá             | Amapá              |
| Claudiomar Rosa   | Avante        | 3.468   | 2,69%       | Macapá             | Amapá              |
| Dudu Barbosa      | PL            | 3.402   | 2,69%       | Macapá             | Amapá              |
| Marcelo Dias      | Solidariedade | 3.401   | 1,44%       | Belém              | Pará               |
| Nelson Souza      | PSD           | 3.352   | 2,69%       | Macapá             | Amapá              |
| Gabriel Andrade   | DEM           | 3.318   | 2,69%       | Macapá             | Amapá              |
| João Mendonça     | PL            | 3.131   | 1,44%       | Rondon do Pará     | Pará               |
| Caetano Bentes    | REDE          | 3.111   | 2%          | Macapá             | Amapá              |
| Luany Favacho     | PROS          | 2.958   | 2%          | Macapá             | Amapá              |
| Arilson Melo      | PRTB          | 2.914   | 2%          | Macapá             | Amapá              |
| Gian do NAE       | MDB           | 2.893   | 2%          | Macapá             | Amapá              |
| André Lima        | REDE          | 2.879   | 1,17%       | Recife             | Pernambuco         |
| Odilson Nunes     | PSDB          | 2.488   | 2%          | Macapá             | Amapá              |
| Paulo Nery        | Cidadania     | 2.479   | 2%          | Macapá             | Amapá              |
| Daniel Theodoro   | PSOL          | 2.211   | 2%          | São Paulo          | São Paulo          |
| Janete Capiberibe | PSB           | 2.137   | 2%          | Amapá              | Amapá              |
| Adriana Ramos     | PSC           | 2.101   | 2,69%       | Macapá             | Amapá              |
| Maraina Martins   | PODE          | 1.988   | 2,64%       | Macapá             | Amapá              |
| Carlos Murilo     | PSL           | 1.528   | 1,74%       | São Luís           | Maranhão           |
| Alexandre Azevedo | PP            | 5.700   | 2,64%       | Macapá             | Amapá              |
| Zeca Abdon        | PP            | 5.700   | 2,64%       | Macapá             | Amapá              |
| Edinoelson Careca | PROS          | 1.314   | 2,64%       | Macapá             | Amapá              |

#### Resultados por partido
| Nº                     | Partido                                               | Votos populares | Votos populares | Vagas  | ±       |
| Nº                     | Partido                                               | Votos           | %               | Vagas  | ±       |
| ---------------------- | ----------------------------------------------------- | --------------- | --------------- | ------ | ------- |
| 18                     | Rede Sustentabilidade (REDE)                          | 16.333          | 7,89%           | 2      | Estável |
| 22                     | Partido Liberal (PL)                                  | 14.987          | 7,24%           | 2      | Estável |
| 25                     | Democratas (DEM)                                      | 13.466          | 6,43%           | 2      | 2       |
| 90                     | Partido Republicano da Ordem Social (PROS)            | 11.739          | 5,72%           | 2      | 1       |
| 11                     | Progressistas (PP)                                    | 11.385          | 5,5%            | 2      | 2       |
| 45                     | Partido da Social Democracia Brasileira (PSDB)        | 10.867          | 5,25%           | 1      | 1       |
| 40                     | Partido Socialista Brasileiro (PSB)                   | 10.061          | 4,86%           | 1      | 1       |
| 12                     | Partido Democrático Trabalhista (PDT)                 | 9.714           | 4.71%           | 1      | 1       |
| 77                     | Solidariedade                                         | 9.545           | 4,70%           | 1      | Estável |
| 70                     | Avante                                                | 9.022           | 4,35%           | 1      | Estável |
| 55                     | Partido Social Democrático (PSD)                      | 8.878           | 4,28%           | 1      | 1       |
| 17                     | Partido Social Liberal (PSL)                          | 8.833           | 4,24%           | 1      | 1       |
| 50                     | Partido Socialismo e Liberdade (PSOL)                 | 7.991           | 3,84%           | 1      | Estável |
| 19                     | Podemos (PODE)                                        | 7.903           | 3,83%           | 1      | Estável |
| 20                     | Partido Social Cristão (PSC)                          | 7.837           | 3,79%           | 1      | Estável |
| 23                     | Cidadania                                             | 7.751           | 3,65%           | 1      | Estável |
| 28                     | Partido Renovador Trabalhista Brasileiro (PRTB)       | 6.074           | 3,27%           | 1      | 1       |
| 15                     | Movimento Democrático Brasileiro (MDB)                | 6.002           | 2,94%           | 1      | Estável |
| 65                     | Partido Comunista do Brasil (PCdoB)                   | 5.060           | 2,16%           | 0      | —       |
| 10                     | Republicanos                                          | 4.820           | 2,14%           | 0      | 2       |
| 51                     | Patriota                                              | 4.301           | 2,09%           | 0      | —       |
| 43                     | Partido Verde (PV)                                    | 3.434           | 1,49%           | 0      | 1       |
| 13                     | Partido dos Trabalhadores (PT)                        | 1.866           | 0,90%           | 0      | —       |
| 33                     | Partido da Mobilização Nacional (PMN)                 | 379             | 0,11%           | 0      | —       |
| 16                     | Partido Socialista dos Trabalhadores Unificado (PSTU) | 221             | 0,02%           | 0      | —       |
| 14                     | Partido Trabalhista Brasileiro (PTB)                  | 0               | 0,00%           | 0      | —       |
| 36                     | Partido Trabalhista Cristão (PTC)                     | 0               | 0,00%           | 0      | —       |
| 27                     | Democracia Cristã (DC)                                | 0               | 0,00%           | 0      | —       |
| Total de votos válidos | Total de votos válidos                                | 207.034         | 95,34%          | 31     | 31      |
| → Votos em branco      | → Votos em branco                                     | 4.699           | 2,16%           | 31     | 31      |
| → Votos nulos          | → Votos nulos                                         | 5.137           | 1,37%           | 31     | 31      |
| Total de votos         | Total de votos                                        | 217.161         | 74,19%          | 31     | 31      |
| Abstenções             | Abstenções                                            | 75.557          | 25,81%          | 31     | 31      |
| Eleitorado apto        | Eleitorado apto                                       | 75.935          | 75.935          | 75.935 | 75.935  |
| Fonte:                 |                                                       |                 |                 |        |         |